# Arduinna
Nella mitologia celtica, Arduinna (anche Arduina, Arduinnae o Arduinne) era l'Eponimo nume tutelare della foresta (e regione) delle Ardenne, raffigurata come una cacciatrice a cavallo d'un cinghiale e venerata soprattutto nelle attuali regioni del Belgio e del Lussemburgo ma anche in Francia. È stata identificata con la greca Artemide e la romana Diana.

## Raffigurazioni
Arduinna è solitamente raffigurata come un'amazzone armata di coltello a cavallo d'un cinghiale. Tuttavia, lo studioso Simone Deyts ha notato che l'identificazione si basa su di una statua in bronzo gallo-romana conservata nel Musée des Antiquités Nationales di Saint-Germain-en-Laye non recante iscrizioni che fu presunta come raffigurante Arduinna dall'antiquario del XIX secolo che la scoprì. Un altro bronzo simile, dalla collezione del Cavalier Richard Payne, si trova al British Museum dal 1824 ma è tradizionalmente identificato come una "Diana Gallo-Romana". Entrambe le statuette in bronzo sono ora senza testa.

## Iscrizioni
Arduinna è attestata direttamente da due iscrizioni latine:
- Düren (Germania): deae Ardbinnae (CIL XIII, 07848 ; l'oggetto in questione è un altare);
- Roma (Italia): Arduinne (CIL VI, 00046 ; questo è un rilievo inscritto, sul quale il nome Arduinne è stato letto anche come Saturno).

## Etimologia
Il nome Arduinna deriva dal gallico arduo, lett. "altezza". Figura in diversi toponimi, come la Foresta delle Ardenne (la. Arduenna silva) in Francia, e la Foresta di Arden in Inghilterra, nei nomi personali Arduunus e Arda - quest'ultimo dal conio dei Treveri - e il Galata Αρδή. Il nome Arduenna silva per "altezze boscose" è stato applicato a diverse foreste di montagna e non solo le moderne Ardenne: si trova nei dipartimenti dell'Alta Loira e del Puy-de-Dôme e nel comune francese di Alleuze.
È stato anche osservato che la geminazione consonantica -nn- è tipico di un linguaggio del Belgi, non propriamente dei Galli, cosa che suggerirebbe un'etimologia "settentrionale" vicina alle Lingue germaniche.

## Riferimenti storici
Nel 585, San Walfroy predicò alla popolazione locale di Villers-devant-Orval nelle Ardenne per convincerla ad abbandonare il culto di Diana. Sulla collina vicino a Margut, c'era, secondo Gregorio di Tours, una grande statua di pietra di Diana dove le persone adoravano la divinità. Gli adoratori cantavano in onore di Diana mentre bevevano e banchettavano. Dopo alcune difficoltà, Walfroy e i suoi seguaci riuscirono ad abbattere l'idolo a colpi di martello

## Arduinna nella cultura di massa
- L'Asteroide "394 Arduina", scoperto il 19 novembre 1894, prende il nome da Arduinna.
- La serie televisiva franco-belga Black Spot presenta degli eco-terroristi chiamati "Children of Arduinna".